# 喜茂別川
喜茂別川（きもべつがわ）は、北海道後志総合振興局管内の虻田郡喜茂別町北東部に源を発し、喜茂別町中心部で尻別川に合流する一級河川である。

## 地理
北海道虻田郡喜茂別町北東部、札幌市、京極町境の喜茂別岳付近が水源。概ね南西に流れる。中山峠の麓を流れ、赤川、知来別川などを合流し、喜茂別町中心部で尻別川と合流する。源流付近から、尻別川合流点まで国道230号が並行する。

## 地名由来
アイヌ語に由来し、「キムウンペッ（キムンペッ）」（山・に入る・川）、あるいは「キムオペッ（キモペッ）」（山奥・にある・川）が転訛したものとされる。

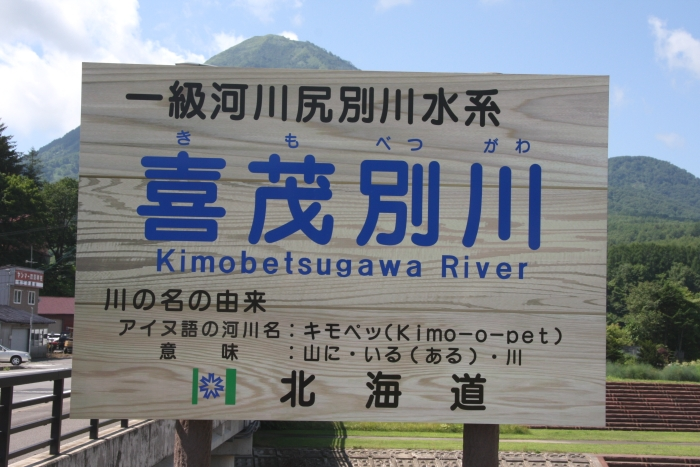
喜茂別橋にある喜茂別川の河川標識

## 流域の自治体
北海道
虻田郡喜茂別町

## 主な支流
- 硫黄川
- 中川
- 黒川
- 赤川
- 青川
- 知来別川